# Mesochorus holmgreni
Mesochorus holmgreni är en stekelart som beskrevs av Dasch 1971. Mesochorus holmgreni ingår i släktet Mesochorus och familjen brokparasitsteklar. Inga underarter finns listade i Catalogue of Life.